# The Wild Brunch
"The Wild Brunch" é o segundo episódio da série de televisão da The CW Gossip Girl. Josh Schwartz e Stephanie Savage escreveram o episódio; foi dirigido por Mark Piznarski. Ele estreou no Canadá pela CTV, 25 de setembro de 2007, um dia antes da estréia da The CW.
O episódio relata a história um dia depois da festa "Kiss on the Lips" de Blair, onde Dan Humphrey descobre o caso passado de Serena van der Woodsen com Nate Archibald enquanto sua irmã Jenny se torna uma conhecida de Blair Waldorf. A relação entre o pai de Dan e Jenny, Rufus, e a mãe de Serena, Lily, também é trazida à luz.
O título do episódio é uma referência do filme The Wild Bunch.

## Enredo
Na sequência da escandalosa festa "Kiss on the Lips", Serena recebe uma recepção gelada da sua melhor amiga Blair, que revela que sabe que Serena dormiu com o namorado, Nate, antes de fugir misteriosamente para o internato. Jenny procura conselhos de Blair, que percebe que pode ter alguma coisa a ganhar ao permitir que Jenny entre em seu círculo íntimo.

## Recepção
O episódio recebeu classificações significativamente mais baixas em comparação ao "Pilot", devido à forte concorrência de outras redes durante a noite. Ganhou uma classificação/share de 1,8/3, com um total de audiência de 2,55 milhões.
O episódio foi criticado por ter um enredo menos do que acreditável (como não houve garçons durante o brunch), mas foi visto como uma tentativa de ser "responsável" quando não mostrava adolescentes fumando, embora mostrasse álcool e sexo. People também notou que a série está "dando a você grande recompensa de dramarama apenas em sua segunda semana no ar" e que nem mesmo foi "o maior momento de angústia do episódio".
New York Magazine aprovou que "não há nenhuma tal coisa como "almoço" nos fins de semana", "que as crianças realmente se aventuram fora de seus bairros" (já que o New York Palace Hotel fica no centro de Manhattan) e "diz que você mora em Williamsburg" faz muito mais sentido... para o conflito emocional imobiliário", mais o fato de que Rihanna é tocada "em todas as situações". No entanto, coisas como as escolhas irreais de Blair enquanto estiver em casa, o grande número de árvores e adolescentes em Williamsburg, e "todas as coisas que aconteceram envolvendo o enredo" são reprovadas.
No Reino Unido, onde a série também foi ao ar na ITV2, o programa recebeu um bom feedback, sendo apelidado de "o novo O.C.". Críticos dos tablóides disseram que o programa foi "escandaloso" e perfeito para os amantes de The O.C.".